# Arunachal Front
Arunachal Front is een Engelstalige krant in de Indiase deelstaat  Arunachal Pradesh. In het dagblad staat nieuws uit de deelstaat, India en buitenlands nieuws. De krant verschijnt dagelijks. Het blad is gevestigd in Naharlagun.